# Isaac de Piraat
Isaac de Piraat is een Franse stripboekenreeks van Christophe Blain. De reeks gaat over een tekenaar die met een groep piraten op reis gaat, terwijl zijn geliefde in Parijs achterblijft.
Het is niet zozeer een avonturenstrip, maar meer een psychologische strip die gesitueerd is in een historische setting. Twijfel, angst, overspel en onbetrouwbaarheid zijn de hoofdmotieven van de personages met als gevolg daarvan onderling onstabiele relaties.
De serie wordt in Nederland uitgegeven door Oog & Blik.
Scenario, tekeningen en inkleuring worden verzorgd door Blain

## Albums
- Deel 1 : Amerika, Oog & Blik, 2003
- Deel 2 : IJsbergen, Oog & Blik, 2004
- Deel 3 : Olga, Oog & Blik, 2005
- Deel 4 : Parijs, Oog & Blik, 2006
- Deel 5 : Jacques, Oog & Blik, 2007